# Redoutable (Schiff, 1792)
Die Redoutable war ein 74-Kanonen-Linienschiff der Téméraire-Klasse der französischen Marine. Sie war eines von mehreren Schiffen gleichen Namens in der französischen Marine (siehe Redoutable). Von ihr ging der tödliche Schuss auf den britischen Admiral Nelson in der Seeschlacht von Trafalgar ab.

## Geschichte

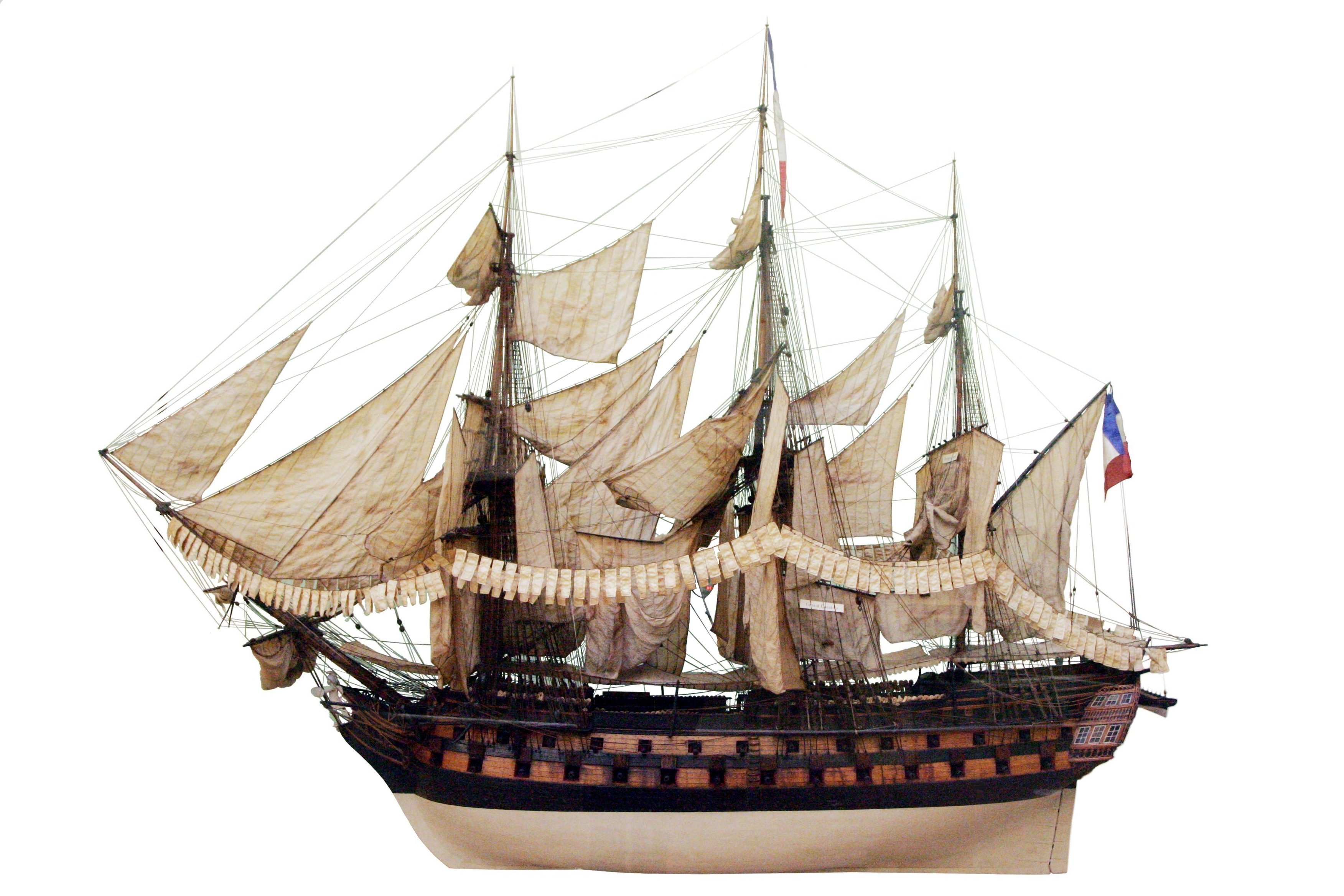
Modell von L'Achille, einem typischen Vertreter des Entwurfs von Sané

Das Schiff wurde am 31. Mai 1791 in Brest als Suffren vom Stapel gelassen. Die Matrosen des Geschwaders, dem sie zugeteilt wurde, meuterten gegen ihren Kommandeur Konteradmiral Morard de Galles. Nach der Niederschlagung der Meuterei wurde das Schiff 1794 in Redoutable umbenannt und mit einer neuen Mannschaft besetzt.
Als Teil des Geschwaders von Admiral Bouvet operierte sie 1802 und 1803 in der Karibik vor Saint-Domingue und Guadeloupe.
Am 21. Oktober 1805 nahm die Redoutable unter Kapitän Lucas an der Seeschlacht von Trafalgar teil. Als sich die gegnerische Victory im Kampf mit dem Flaggschiff Bucentaure befand und das französische Schiff schon schwerste Schäden hinnehmen musste, versuchte die Redoutable die Victory abzudrängen. Dabei geriet sie in ein verheerendes Breitseitenfeuer der britischen Temeraire, die bald von einem weiteren britischen Schiff Unterstützung bekam. Die Redoutable war nun nicht mehr in der Lage, das Feuer wirksam zu erwidern. Zuvor aber war es einem ihrer Füsiliere gelungen, einen tödlichen Schuss auf Admiral Horatio Nelson abzugeben. Das änderte aber nichts am Schicksal der Redoutable, die nach dem Ausfall von mehr als 80 Prozent ihrer Besatzung schließlich die Flagge strich (von ihren 643 Mann Besatzung waren zu diesem Zeitpunkt 300 tot und 222 verwundet). Das von den Briten als Prise genommene Schiff sank am 22. Oktober während eines Sturmes. Kapitän Lucas überlebte und erhielt später eine Auszeichnung.